# Mateusz Malinowski (siatkarz)
Mateusz Malinowski (ur. 6 maja 1992 w Pile) – polski
siatkarz, grający na pozycji atakującego. 

## Sukcesy klubowe

### młodzieżowe
Mistrzostwa Polski Juniorów:
- 2009
- 2010
- 2011

### seniorskie
Klubowe Mistrzostwa Świata:
- 2011

Mistrzostwo Polski:
- 2025[2]
- 2013, 2014, 2022

Liga Mistrzów:
- 2014

Puchar Challenge:
- 2025[3]